# 胡定欣
胡定欣（英語：Nancy Wu Ting Yan；1981年9月9日—），香港女藝人、演員、廣告模特兒及節目主持人，現為邵氏兄弟藝員，曾連續兩年在萬千星輝頒獎典禮奪得「最佳女主角」獎。

## 早年生活
胡定欣在香港出生及長大，家有父母及一弟，童年居住於香港島中西區，父親曾打理家族海味鋪後結業。長大後曾與家人搬到屯門。胡入行前曾在其姑姐的公司任職秘書。
胡定欣小學畢業於原是女校的聖安多尼學校下午校（現已改名為中西區聖安多尼學校）。中學就讀並畢業於香港聖瑪加利女書院。胡定欣小時候已經顯露出優秀的表演和運動細胞，就讀小學時已參與田徑項目的運動和合唱團，到中學時期被老師發掘入舞蹈團學習中國舞蹈。但她因為當時累積了痠痛傷患的問題而沒有及時處理，故此當天氣潮濕或下雨時她要面對風濕關節的痛楚。

## 演藝事業

### 加入無綫電視初試啼聲（2001年至2007年）
胡定欣很喜歡唱歌，曾於1999年與吳浩康參加無綫電視舉辦的《全球華人新秀歌唱大賽》，晉身最後四強。2001年1月，她再參加TVB第三屆CoverGirl選舉並獲得「美寶蓮至迷人Cover Girl大獎」、「Nikon至上鏡Cover Girl大獎」、「California Fitness至Fit Cover Girl大獎」及全場總冠軍，及後加入無綫電視藝員訓練班第18期藝員訓練班，尚未畢業無綫電視藝員訓練班第18期藝員訓練班就被監製潘嘉德點拍《衝上雲霄》飾演馬德鐘的妹妹凌卓芝一角，後成為無綫旗下藝人。近年為監製羅永賢及莊偉建的常用的女角之一。
於2003年胡定欣共出演了11套劇集，但除凌卓芝一角外，其餘都是閒角或龍套角色。翌年於 2004年，胡再獲得出演女配角的機會，於劇集《大唐雙龍傳》中飾演妖女「婠婠」一角。

### 平穩時期（2008年至2014年）
2008年4月，胡定欣跟另外9位無綫電視藝員到湖南參加《舞動奇跡第二季》，分別在不同場次獲得個人及團體滿分的成績，最後與拍檔李承鉉奪得季軍。2008年憑《野蠻奶奶大戰戈師奶》、《古靈精探》、《銀樓金粉》、《搜神傳》、《舞動奇跡第二季》出色表現，人氣急升，奪得《2008年萬千星輝頒獎典禮》「飛躍進步女藝員」，並憑《銀樓金粉》四太太一角出色的表現入圍「最佳女配角」最後五強。
2011年，胡定欣憑《法證先鋒III》入圍《萬千星輝頒獎典禮2011》「最佳女配角」最後五強，2012年憑《拳王》飾演一位聾啞人士，演技備受讚賞，更憑此劇榮穫《Astro On Demand我的最愛頒獎典禮》「我的最愛電視女配角」，第17屆《亞洲區電視大獎》「最佳女配角」，《萬千星輝頒獎典禮2012》「最佳女配角」。同年與視帝黎耀祥、視后米雪合演《大太監》，在劇中飾演宮中侍女倩蓉，並與黎耀祥合唱該劇的片尾曲《日月》，歌曲評價極高。下半年接拍《衝上雲霄II》，飾演上輯的角色凌卓芝，並與羅仲謙有感情線，並擔任第三女主角。
2013年，胡定欣憑《戀愛季節》首次榮獲《TVB 馬來西亞星光薈萃頒獎典禮2013》「最喜愛TVB女主角」提名 ，憑《衝上雲霄II》榮獲「最喜愛TVB女配角」及「最喜愛TVB角色」，以及入圍《萬千星輝頒獎典禮2013》「最佳女配角」及「最受歡迎電視女角色」。2014年於《點金勝手》首次挑大樑擔正女主角之一，在劇中飾演卓太一角，憑此劇在《星和無綫電視大獎2014》獲得「我最愛TVB電視女角色」，緊接著在《TVB 馬來西亞星光薈萃頒獎典禮2014》獲得「最喜愛TVB角色」，憑《名門暗戰》丁漫姿一角，提名《萬千星輝頒獎典禮2014》「最佳女主角」及「最受歡迎電視女角色」，又憑《食為奴》的年若碧一角，再度提名「最佳女配角」。

### 當家花旦兩奪視后（2015年至2016年）
2015年中，於劇集《鬼同你OT》中飾演女鬼姜蓉（姜姐）一角，因和同劇另一女主角田蕊妮（飾孫淑梅）演出有默契而大獲觀眾好評，她們在劇中的「神同步」演出成為一時佳話，二人更被視為年底頒獎禮最佳女主角的大熱門人選。最後在《星和無綫電視大獎2015》獲得「我最愛TVB電視女角色」，緊接著在《TVB 馬來西亞星光薈萃頒獎典禮2015》奪得「我最喜愛TVB女主角」及「我最喜愛TVB電視角色」兩獎，成為大馬雙料視后，之後再下一城，在12月13日舉行的《萬千星輝頒獎典禮2015》中奪得「最佳女主角」，更是第三位無綫電視藝員訓練班出身而奪得「視后」。
2016年是胡定欣擔任第一女主角之後，盛產最多的一年，推出四部劇集。首先，在年初播映的《公公出宮》，又再與黎耀祥等太監五虎合作，擔正第一女主角。此劇為2016年TVB劇集上半年收視之冠。之後接拍的《一屋老友記》，飾演水電工人朱燦燦，首次與歐陽震華、滕麗名等前輩合作。同年在《城寨英雄》中，胡定欣飾演的女主角刁蘭表面是潑辣包租婆，實際上卻是刀子嘴豆腐心，重情重義，武功高強的前殺手組織女殺手，刁蠻可愛又重情義。她與同劇男演員陳展鵬合唱片尾曲「從未知道你最好」也備受觀眾喜愛。定欣憑此角贏得《星和無綫電視大獎2016》《TVB 馬來西亞星光薈萃頒獎典禮2016》《萬千星輝頒獎典禮2016》三地的視后，完成大滿貫；而於《萬千星輝頒獎典禮2016》所奪得的視后，更為成為繼2010年鄧萃雯之後史上第二位女演員蟬聯視后寶座。

### 初嘗電視劇以外發展（2017年至2019年）
2017年中，播映的《同盟》為TVB的50周年巨製重頭劇集之一，更力邀重量級實力派影后及前亞視女藝人鮑起靜傾力演出。胡定欣飾演一名性格神經質，行事乖張、率性，內心冷漠封閉的殺手/保鑣，與陳展鵬有大量打鬥動作和槍戰場面。她憑此角色入圍《萬千星輝頒獎典禮2017》「最佳女主角」及「最受歡迎電視女角色」最後五強。同年遠赴澳洲墨爾本與胡杏兒、胡蓓蔚及姚子羚四人主持旅遊節目《胡說八道真情假期》。
2018年，胡定欣在《宮心計2深宮計》飾演表面待人友善，內裡城府甚深的皇后王蓁，與陳煒所飾的太平公主及周秀娜所飾的鄭純熙爭寵敵對。她在《第三届觀眾在民間電視大奬》獲提名[民選最佳女主角]，[民選最佳電視歌曲]，[民選最佳戲劇拍檔]和[民選最佳劇集橋段]四個獎項，並入圍[民選最佳女主角]最後五強，以372票位居季軍，同時入圍《萬千星輝頒獎典禮2018》「最佳女主角」及「最受歡迎電視女角色」最後五強，「新加坡最喜愛TVB女主角」及「馬來西亞最喜愛TVB女主角」最後三強，並於2019年在《微博星耀盛典》奪得「微博人氣電視劇女主角」，是她今年的女主角獎項。及在同年拍攝大作《包青天再起風雲》後，並宣告同年底暫停拍劇，而惹來離巢傳聞。
胡定欣於播映《宮心計2深宮計》後，再與馬浚偉合作主演舞台劇《偶然．徐志摩》。8月，胡定欣首次參演的電影《逆流大叔》公映，她在戲中與吳鎮宇繼《衝上雲霄系列》再次合作。她更入圍第38屆香港電影金像獎「最佳新演員」。
2019年4月28日，胡定欣遠赴馬來西亞雲頂雲星劇場舉行首個個人演唱會。胡定欣2018年拍完《包青天再起風雲》後便無再接劇，選擇放慢腳步，並隨國際培幼會到尼泊爾進行首次慈善探訪。

### 加入邵氏（2020年至今）

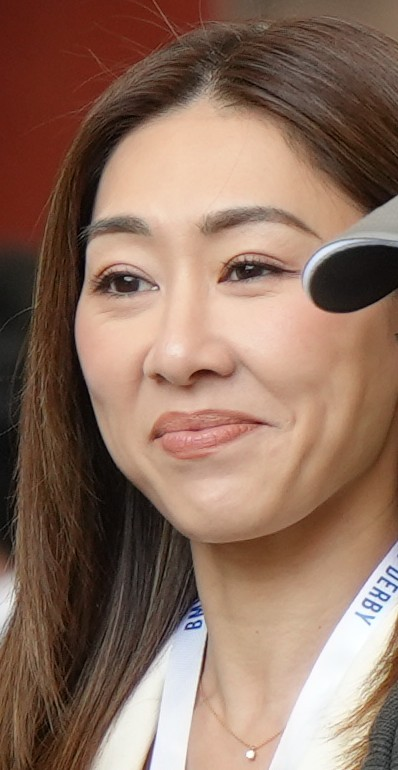
2025年3月23日，胡定欣於沙田馬場出席香港打吡大賽2025賽馬日

2020年11月，胡定欣在社交平台宣佈簽約邵氏兄弟成為旗下藝人；同年與無綫轉簽部頭合約，並會以新模式和無綫合作拍攝劇集《白色強人II》。
2022年3月，胡定欣在無綫電視拍攝劇集《破毒強人》期間感染新冠病毒，其後康復。同年7月，《白色強人II》正式播出，她在劇中飾演明成北醫院院長兼腫瘤科主管醫生「葉晴（Dr. Ip）」，於《萬千星輝頒獎典禮2022》憑此角晉身「最佳女主角」最後十強及「馬來西亞最喜愛TVB女主角」最後五強，及再度入圍「最受歡迎電視女角色」。
2022年12月，胡定欣加入邵氏兄弟後的首部劇集《廉政狙擊》於內地首播，劇集在2023年2月在無線翡翠台播出；她在劇中飾演亦正亦邪的女強人「屠敏 / 洛子欣」，獲得不少好評，演技再度獲得讚賞，同年年底獲提名《萬千星輝頒獎典禮2023》「最佳女主角」。同年7月，時裝警匪劇《破毒強人》播出，胡定欣在劇中飾演貪錢的金融界女強人「章琳」一角演出再次獲得注目，並憑此角於《萬千星輝頒獎典禮2023》晉身「最佳女主角」最後十強，及入圍「大灣區最喜愛TVB女主角」和「馬來西亞最喜愛TVB女主角」。

## 個人生活

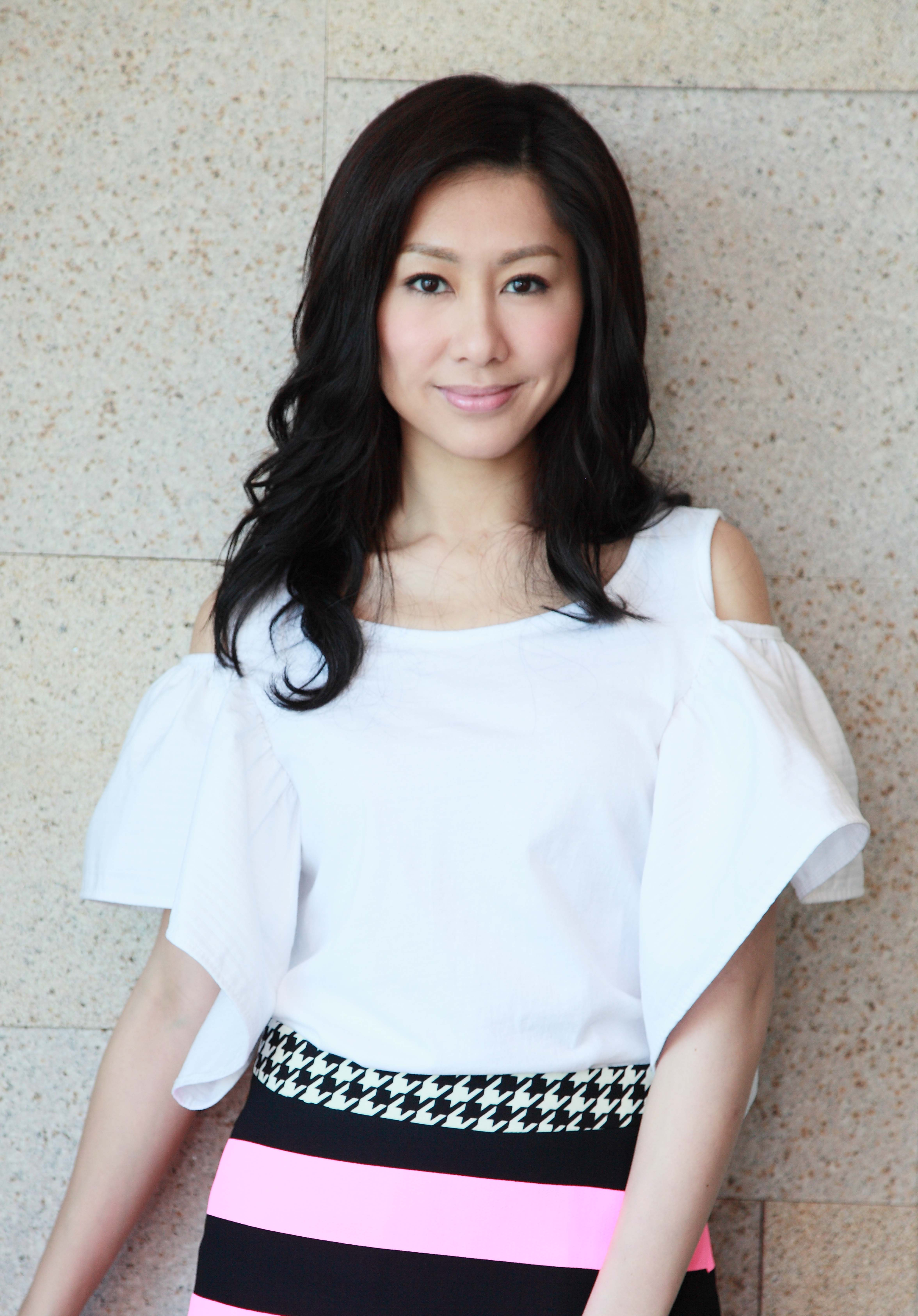
2013年胡定欣

### 感情生活
胡定欣初入行時的男友為吳浩康，他們一同參加1999年《全球華人新秀歌唱大賽》時認識，惜拍拖兩年多後在2006年8月分手。當時曾傳出因莊思敏的介入而導致雙方分手，但胡定欣否認因第三者介入而令二人分手。
2009年曾與馬國明傳緋聞，不過在二人分手後，在2012年經馬國明證實曾拍拖約兩年，並和平分手，現時維持好朋友身份。
2012年因被記者拍到而公開與圈外男友沈栢淳（Patt Sham）拍拖，感情穩定，但拍拖兩年多後胡定欣在《名門暗戰》宣傳活動時宣佈與其分手，並強調兩人再見亦是朋友。
2015年7月左右，胡定欣在《鬼同你OT》宣傳活動中承認目前正與著名音樂人陳明道（Terry）拍拖。2016年7月，胡定欣於Instagram撰文，指與Terry是好朋友，及提到「在過去這段感情」，明顯承認兩人已分手，分手原因則未有提及，但她力撐對方，說Terry不論在事業或感情方面都很專一。
2024年11月，胡定欣在《巾幗梟雄之懸崖》最後一次宣傳活動中，承認目前正與圈外男友拍拖，感情穩定，告別8年單身生活。

### 圈中朋友
胡定欣加入無綫後人緣甚廣，結交了許多好友。其中與胡杏兒、胡蓓蔚、姚子羚、黃智雯及李施嬅組成姊妹團「胡說八道會」。
胡定欣保持健康、積極的生活方式。亦因熱愛長跑運動而連同袁偉豪、陳山聰、謝東閔、胡諾言、胡蓓蔚、姚子羚、李施嬅及黃智雯組成「Crazy Runner」。當中好友有林夏薇、蕭正楠、曹永廉、黎耀祥、梁烈唯、單立文、楊秀惠、宣萱、王浩信、黃日華、等。
2014年，胡定欣存夠錢為父母在屯門買了一間大房子 。

## 多次合作的藝員
胡定欣與黎耀祥由女配角合作到女主角，兩人合作八次默契十足。他們合作過《奇幻潮之地獄階梯》、《巾幗梟雄》、《巾幗梟雄之義海豪情》、《法證先鋒III》、《大太監》、《名門暗戰》、《公公出宮》、《巾幗梟雄之懸崖》。其中《奇幻潮之地獄階梯》、《巾幗梟雄》、《法證先鋒III》、《大太監》、《公公出宮》、《巾幗梟雄之懸崖》更配對男女關係，而《名門暗戰》初期則是男女感情錯摸，被網民稱為黎耀祥的TVB御用老婆。而在《萬千星輝頒獎典禮2015》中胡定欣獲頒「最佳女主角」，頒獎嘉賓正是黎耀祥，她於致謝詞時特別感謝合作多次，令她獲益良多的黎耀祥。而在《星和無綫電視大獎2016》側是胡定欣頒獎給黎耀祥「最佳男主角」《公公出宮》，他們倆也在劇中飾演兩夫妻。
胡定欣和胡杏兒同姓三分親，傳媒稱兩人為「二胡」，情如姊妹。由於胡杏兒有兩個姐姐，家中排行第三，胡定欣稱胡杏兒為「三姐」、胡杏兒就稱她為「四妹」。「二胡」合作無數，著作包括 《衝上雲霄系列》、《野蠻奶奶大戰戈師奶》及《萬凰之王》等。
胡定欣與王浩信曾經四次合作，三次也是合演情侶。二人曾經合作過《刑警》、《戀愛季節》、《貓屎媽媽》和《廉政狙擊》。二人亦曾經在《TVB 馬來西亞星光薈萃頒獎典禮2015》合作表演跳舞。在新加坡舉行的《星和無綫電視大獎2017》視帝由王浩信奪得。
胡定欣與陳展鵬曾經兩次合作，兩次也是合演鬥氣情侶，二人曾因拍攝劇集，合作期間正好胡定欣和音樂人前男友陳明道分開，因而成為緋聞情侶，令新聞當時成一時熱話。二人曾經合作過《城寨英雄》和《同盟》。二人更因《城寨英雄》雙雙奪得《星和無綫電視大獎2016》、《TVB 馬來西亞星光薈萃頒獎典禮2016》及《萬千星輝頒獎典禮2016》三地頒發的視帝視后，完成大滿貫創舉。這是陳展鵬在港首奪視帝，胡定欣在港連續兩年奪得視后寶座；合作初期两人十分友好，但後期傳出緋聞，加上陳展鵬可能為討好女友(現任妻子)單文柔而不想繼續與胡定欣情侶檔形式合作，當時男方是公开貶低女方，致其後他們弄得水火不容關係漸變惡劣。

## 演出作品

### 電視劇
| 首播     | 劇名               | 角色                                          |
| 無綫電視 |                    |                                               |
| 2003年   | 衛斯理             | 火車乘客                                      |
| 2003年   | 金牌冰人           | 鍾姑娘                                        |
| 2003年   | 戀愛自由式         | 護士                                          |
| 2003年   | 美麗在望           | 鄔文葙（啄啄）                                |
| 2003年   | 英雄·刀·少年       | 小如                                          |
| 2003年   | 俗世情真           | 護士                                          |
| 2003年   | 非常外父           | Lily                                          |
| 2003年   | 衝上雲霄           | 凌卓芝（Coco）                                |
| 2003年   | 西關大少           | 客人                                          |
| 2003年   | 花樣中年           | 補習社職員                                    |
| 2003年   | 皆大歡喜           | 玲玲（第7集）、靚女（第35集）、肥婆（第62集） |
| 2004年   | 大唐雙龍傳         | 婠婠                                          |
| 2005年   | 奇幻潮之地獄階梯   | 劉美美                                        |
| 2005年   | 西廂奇緣           | 張念惠                                        |
| 2005年   | 酒店風雲           | 馬麗雅                                        |
| 2005年   | 識法代言人         | 張麗琪                                        |
| 2006年   | 谜情家族           | “奥丽柏婚纱”店员                              |
| 2006年   | 高朋滿座           | 唐棠（Sugar）                                 |
| 2006年   | 愛情全保           | 周采妮（Julie）                               |
| 2006年   | 布衣神相           | 沈絳紅                                        |
| 2006年   | 樓住有情人         | 方倩汶（Cindy）                               |
| 2007年   | 十兄弟             | 阮彤彤                                        |
| 2007年   | 牛郎織女           | 三仙女                                        |
| 2008年   | 野蠻奶奶大戰戈師奶 | 李德謹（Iris）                                |
| 2008年   | 古靈精探           | 刑珮珮（Momoko）                              |
| 2008年   | 銀樓金粉           | 夏霏霏（四太太）                              |
| 2008年   | 搜神傳             | 迦樓羅 / 莫邪                                 |
| 2009年   | 大冬瓜             | 霍思思                                        |
| 2009年   | 巾幗梟雄           | 孫海棠                                        |
| 2009年   | 王老虎搶親         | 王秀英                                        |
| 2009年   | 古靈精探B          | 刑珮珮（Momoko）                              |
| 2009年   | 巴不得爸爸...      | 梁翩翩                                        |
| 2010年   | 鐵馬尋橋           | 周冰冰                                        |
| 2010年   | 讀心神探           | 鄧冰冰                                        |
| 2010年   | 巾幗梟雄之義海豪情 | 馬麗華                                        |
| 2010年   | 刑警               | 許文詩 / 馮小柔                               |
| 2011年   | 法證先鋒III        | 周奕霏（Eva）                                 |
| 2011年   | 萬凰之王           | 博爾濟吉特·靜瑜（彩藍）                       |
| 2012年   | On Call 36小時     | 手術室護士                                    |
| 2012年   | 當旺爸爸           | 溫婉嫻（Wendy）                               |
| 2012年   | 拳王               | 丁恩慈                                        |
| 2012年   | 大太監             | 額爾德特·倩蓉                                 |
| 2013年   | 戀愛季節           | 何秋生（Kim）                                 |
| 2013年   | 鳳舞香羅           | 禦家廚員工                                    |
| 2013年   | 衝上雲霄II         | 凌卓芝（Coco）                                |
| 2013年   | 貓屎媽媽           | 蘇眉                                          |
| 2014年   | 食為奴             | 年若碧                                        |
| 2014年   | 點金勝手           | 方明瑜（Anson）                               |
| 2014年   | 名門暗戰           | 丁漫姿（Man）                                 |
| 2014年   | 飛虎II             | 金秀姬（Kim）                                 |
| 2015年   | 鬼同你OT           | 蓉（Gin）                                     |
| 2016年   | 公公出宮           | 金香                                          |
| 2016年   | 一屋老友記         | 朱燦燦                                        |
| 2016年   | 城寨英雄           | 刁蘭 / 辛未                                   |
| 2016年   | 來自喵喵星的妳     | 焦瑤（Cat）                                   |
| 2017年   | 蘭花劫             | 葉芷珊                                        |
| 2017年   | 同盟               | 阮清欣                                        |
| 2018年   | 宮心計2深宮計      | 王蓁（蓁兒）                                  |
| 2019年   | 包青天再起風雲     | 雲千羽                                        |
| 2022年   | 白色強人II         | 葉晴（Dr. Ip）                                |
| 2023年   | 破毒強人           | 章琳（Sarah）                                 |
| 2024年   | 巾幗梟雄之懸崖     | 鄧桂嬋（七爺）                                |
| 邵氏兄弟 |                    |                                               |
| 2023年   | 廉政狙擊           | 屠敏 / 洛子欣                                 |

### 電視電影（無綫電視)
| 首播 | 片名     | 角色   |
| 2024 | 尋夢琴澳 | 張希瑜 |

### 電影
| 首播   | 片名     | 角色            |
| 2018年 | 逆流大叔 | 楊敏琪（Carol） |
| 2024年 | 臨時劫案 | 蔡依琳          |

### 舞台劇
| 首演   | 劇名        | 角色   |
| 2018年 | 偶然·徐志摩 | 陸小曼 |

### 廣告短劇（無綫電視）
- 2010年：《緣系OSIM按摩小梳化：愛心意》飾 Fanny

### 配音
- 2016年：《使徒行者》聲演 小瑛

### 主持作品
- 2004年
  - 香江長龍動物世界特約：星空馬戲迎新歲 主持
  - 男人小心 主持
  - 趣眼看人生 主持
  - 永安旅遊特約:飛步天梯登大佛 主持
  - 星晨旅遊汶萊、沙巴真程趣 主持
  - 心心祝福迎05 主持
- 2005年
  - 永安旅遊特約：神山．台慶特備節目 主持
- 2006年
  - OSIM健康生活一分鐘 主持
  - 大班冰皮月餅特約：迷上冰皮新配搭 主持
  - 大班冰皮特約：越大班人月好玩 主持
  - 德國寶特約：星級廚房 主持 (2006-無綫生活台)
- 2007年
  - 沙田好景大巡遊 主持
  - 物業貸款知多D 主持
- 2010年
  - 敦煌 嘉賓主持
- 2013年
  - 星級健康 主持
- 2014年
  - 星級健康（星級健康2）主持
- 2016年
  - 星級打工時代（星級健康3）主持
- 2017年
  - 星級超常任務（星級健康4）主持
  - 一起跑過的日子 嘉賓主持
  - 胡說八道真情假期 主持
- 2018年
  - 兄弟姊妹去旅行 主持
- 2024年
  - 剪裁魔法師 主持 [22]

### 派台歌曲成績
| 派台歌曲成績     | 派台歌曲成績        | 派台歌曲成績 | 派台歌曲成績 | 派台歌曲成績 | 派台歌曲成績 | 派台歌曲成績                                    |
| ---------------- | ------------------- | ------------ | ------------ | ------------ | ------------ | ----------------------------------------------- |
| 唱片             | 歌曲                | 903          | RTHK         | 997          | TVB          | 備註                                            |
| 2014年           |                     |              |              |              |              |                                                 |
|                  | We Are The Only One | ×            | ×            | ×            | 1            | 與TVB群星合唱 《TVB 2014 FIFA巴西世界盃》主題曲 |
| 2016年           |                     |              |              |              |              |                                                 |
|                  | 乘風                | ×            | ×            | ×            | 2            | 與TVB群星合唱 《TVB Amazing Summer 2016》主題曲 |
| My TV Love Songs | 從未知道你最好      | -            | -            | -            | 2            | 與陳展鵬合唱 無綫電視劇《城寨英雄》片尾曲       |
| 2018年           |                     |              |              |              |              |                                                 |
|                  | 無悔無愧            | -            | -            | -            | 1            | 無綫電視劇《宮心計2深宮計》主題曲               |

| 各台冠軍歌總數 | 各台冠軍歌總數 | 各台冠軍歌總數 | 各台冠軍歌總數 | 各台冠軍歌總數    | 各台冠軍歌總數 |
| -------------- | -------------- | -------------- | -------------- | ----------------- | -------------- |
| 903            | RTHK           | 997            | TVB            | 備註              |                |
| 0              | 0              | 0              | 2              | 四台冠軍歌總數：0 |                |

### 歌曲
| 年份   | 歌名                                     | 電視劇             | 性質   | 備註                               |
| 2006年 | 《如果走到世界盡頭》                     | 《愛情全保》國語版 | 主題曲 |                                    |
| 2009年 | 《擦亮新歲（页面存档备份，存于）》       |                    |        | TVB賀年歌，群星合唱                |
| 2012年 | 《日月 （页面存档备份，存于）》          | 《大太監》         | 片尾曲 | 與黎耀祥合唱                       |
| 2016年 | 《乘風 （页面存档备份，存于）》          |                    |        | TVB Amazing Summer主題曲，群星合唱 |
| 2016年 | 《從未知道你最好（页面存档备份，存于）》 | 《城寨英雄》       | 片尾曲 | 與陳展鵬合唱                       |
| 2016年 | 《得寵（页面存档备份，存于）》           | 《來自喵喵星的妳》 | 片尾曲 | 與田蕊妮合唱                       |
| 2017年 | 《我有我美麗（页面存档备份，存于）》     | 《全職沒女》       | 主题曲 |                                    |
| 2018年 | 《無悔無愧 （页面存档备份，存于）》      | 《宮心計2深宮計》  | 主題曲 |                                    |
| 2018年 | 《明月與海 （页面存档备份，存于）》      | 《宮心計2深宮計》  | 插曲   | 與馬浚偉合唱                       |
| 2019年 | 《亂世情侶（页面存档备份，存于）》       |                    | 合唱版 | 與古巨基合唱                       |
| 2024年 | 《紅蝴蝶》                               | 《巾幗梟雄之懸崖》 | 片尾曲 | 與黎耀祥合唱                       |
| 2024年 | 《靈魂人物》                             | 《尋夢琴澳》       | 合唱版 | 與譚俊彥合唱                       |

## 舞蹈演出或活動
| 年份   | 活動                                     | 舞種                           | 拍檔                                                   |
| 2004年 | 2004年度萬千星輝賀台慶                   | 跳三段舞                       | 其他TVB演員                                            |
| 2006年 | 星光匯聚大派對                           | 爵士和肯肯舞                   | 高鈞賢、陳法拉                                         |
| 2006年 | 奧海城全城狂歡邁向2007                   | 爵士和肚皮舞                   | 爵士：與李思捷、肚皮舞：與李亞男、陸詩韻               |
| 2008年 | 舞動奇跡第二季                           | 眾多舞蹈                       | 與韓國TAKE組合成員李承鉉組隊，並獲得季軍               |
| 2008年 | 香港小姐竞選决賽                         | 拉丁舞 - 探戈和森巴            | 謝天華、王君馨                                         |
| 2008年 | 萬眾同心 公益金40周年                    | 山西大鼓舞                     | 個人演出                                               |
| 2008年 | 澳門金沙登臺                             | 拉丁舞 - 探戈和森巴            | 袁偉豪                                                 |
| 2008年 | 萬千星輝賀台慶                           | 中國舞和水上HIPHOP舞           | 水上HIPHOP舞：與蕭正楠                                 |
| 2008年 | TOWNGAS 週年晚宴                         | 拉丁舞 - 探戈和森巴            | 兩位拉丁老師                                           |
| 2008年 | TANRICH 週年晚宴                         | 拉丁舞 - 探戈和森巴            | 兩位拉丁老師                                           |
| 2008年 | 環球飛車除夕倒數大匯演                   | 拉丁舞 - 探戈和森巴            | 兩位拉丁老師                                           |
| 2009年 | 華麗翡翠星力量                           | 肯肯舞                         | 陳法拉、楊秀惠、徐淑敏、葉翠翠、李亞男、呂慧儀、陳自瑤 |
| 2009年 | 公益金慈善舞會                           | 鬥牛舞和森巴                   | 謝天華                                                 |
| 2009年 | 國泰航空新春國際匯演之夜                 | HIPHOP舞和牛仔                 | HIPHOP舞：連同李亞男和黃伊汶                           |
| 2009年 | 仁濟醫院周年慈善舞會                     | 拉丁舞 - 探戈和森巴            | 兩位拉丁老師                                           |
| 2009年 | Living Yoga 發佈會                       | 森巴                           | 周志坤老師                                             |
| 2009年 | Pacifica 小小舞王爭霸戰                  | 擔任評審                       |                                                        |
| 2009年 | 上海商業銀行春茗                         | 鬥牛舞                         | 謝天華                                                 |
| 2009年 | 志云飯局- 舞台版                         | 鬥牛舞                         | 謝天華                                                 |
| 2009年 | 國際標準舞及拉丁舞公開賽                 | 擔任評審 + 拉丁舞 - 探戈和森巴 | 高鈞賢、拉丁老師                                       |
| 2009年 | 星光熠熠耀保良                           | HIPHOP舞                       | 徐子珊、陳美詩、HotCha、賈曉晨、方皓玟、冼色麗         |
| 2009年 | 澳門特別行政區政府國慶體藝匯演           | 拉丁舞 - 森巴、牛仔和Cha Cha   | 高鈞賢                                                 |
| 2009年 | 萬千星輝賀台慶                           | 青春歌舞 - 爵士                | 吳卓羲                                                 |
| 2009年 | 胡定欣親子舞林大會                       | 爵士                           |                                                        |
| 2009年 | 動漫電玩嘉年華2009 - Dance Dance勁舞大賽 |                                |                                                        |
| 2009年 | 除夕勁歌熱舞閃爍夜                       | Modern爵士                     |                                                        |
| 2010年 | Synergis公司春茗                         | 拉丁舞                         | 高鈞賢                                                 |
| 2010年 | 國泰航空新春國際匯演之夜                 | 中國舞                         | 黃長興                                                 |
| 2010年 | 台中燈會-圓滿劇場(台灣)                  | 中國舞                         | 黃長興                                                 |
| 2010年 | 萬千星輝賀台慶                           | HIPHOP                         | 謝天華、王君馨                                         |

### MV演出
- 2002年：王秀琳《求籤》
- 2002年：黃伊汶《鬧劇》
- 2003年：葉文輝《My Memory》
- 2004年：古巨基《愛與誠》
- 2004年：古巨基《飄流教室》
- 2004年：周國賢《告一段落》
- 2004年：方力申《大方》
- 2005年：吳浩康《第三者》
- 2005年：鄭嘉穎《三角兩面》
- 2005年：張繼聰《Mad U So》
- 2005年：方力申《ABC君》
- 2006年：張敬軒《餘震》
- 2006年：鄭中基《黑風暴雨》
- 2007年：側　田《男人KTV》
- 2008年：許志安《天下有情人》
- 2014年：群　星《We Are The Only One》
- 2016年：群　星《乘風》
- 2019年：古巨基《亂世情侶》

## 比賽

### 《舞動奇跡》（第二季）
胡定欣於第二場的女藝人待定賽已奪得「四個十分」的評委分，創下舞動奇跡的紀錄，她於第五場至決戰之夜均與李承鉉搭檔，組成「一定承功」組合，二人一起得到兩次「四個十分」的評委分，為舞動奇蹟史上奪得最多十分的選手。
| 日期          | 場數   | 單位           | 舞種                       | 結果 | 評委分 | 總分數 | 排名   |
| 2008年4月17日 | 第一場 | 男藝人待定賽   | /                          | /    | /      | /      | /      |
| 2008年4月18日 | 第二場 | 女藝人待定賽   | 爵士                       | 晉級 | 10     | 18.91  | 第一名 |
| 2008年4月24日 | 第三場 | 男藝人10進9    | /                          | /    | /      | /      | /      |
| 2008年4月25日 | 第四場 | 女藝人10進9    | 森巴                       | 晉級 | 9.25   | 17.86  | 第三名 |
| 2008年5月2日  | 第五場 | 組合9進8待定賽 | 爵士                       | 晉級 | 9.25   | 17.71  | 第一名 |
| 2008年5月9日  | 第六場 | 組合9進8       | 狐步舞×維也納華爾玆        | 待定 | 9      | 17.4   | 第七名 |
| 2008年5月23日 | 第七場 | 組合8進6待定賽 | 爵士/現代舞                | 晉級 | 9.5    | 18.49  | 第一名 |
| 2008年5月30日 | 第八場 | 組合8進6       | 爵士                       | 晉級 | 10     | 36.98  | 第一名 |
| 2008年6月6日  | 第九場 | 第一輪         | 現代中国爵士舞(胡定欣出賽) | /    | 9.5    | 17.90  | 第二名 |
| 2008年6月6日  | 第九場 | 第二輪         | 阿根廷探戈                 | 晉級 | 10     | 18.37  | 第二名 |
| 2008年6月13日 | 第十場 | 第一輪         | 爵士(李承鉉出賽)           | /    | 8.75   | 16.72  | 第二名 |
| 2008年6月13日 | 第十場 | 第二輪         | 快步×牛仔                  | /    | 9      | 17.2   | 第三名 |
| 2008年6月13日 | 第十場 | 第三輪         | 現代中国爵士舞×爵士        | /    | 9      | 17.45  | 第四名 |
| 2008年6月13日 | 第十場 | /              | /                          | 季軍 | /      | 51.37  | 第三名 |

## 獎項及提名

### 萬千星輝頒獎典禮
| 年份   | 獎項                    | 作品                                                                               | 結果     |
| ------ | ----------------------- | ---------------------------------------------------------------------------------- | -------- |
| 2005年 | 飛躍進步女藝員          | 《西廂奇緣》張念惠                                                                 | 提名     |
| 2005年 | 最佳女配角              | 《西廂奇緣》張念惠                                                                 | 提名     |
| 2006年 | 最佳女配角              | 《樓住有情人》方倩汶                                                               | 提名     |
| 2006年 | 飛躍進步女藝員          | 《樓住有情人》方倩汶                                                               | 提名     |
| 2007年 | 飛躍進步女藝員          | 《十兄弟》                                                                         | 提名     |
| 2008年 | 飛躍進步女藝員          | 《野蠻奶奶大戰戈師奶》、《古靈精探》、《銀樓金粉》、《搜神傳》、《舞動奇跡第二季》 | 獲獎     |
| 2008年 | 最佳女配角              | 《銀樓金粉》夏霏霏                                                                 | 最後五強 |
| 2009年 | 最佳女配角              | 《巾幗梟雄》孫海棠                                                                 | 提名     |
| 2010年 | 最佳女配角              | 《刑警》許文詩                                                                     | 最後五強 |
| 2011年 | 最佳女配角              | 《法證先鋒III》周奕霏                                                              | 最後五強 |
| 2012年 | 最佳女配角              | 《拳王》丁恩慈                                                                     | 獲獎     |
| 2013年 | 最佳女配角              | 《衝上雲霄II》凌卓芝                                                               | 提名     |
| 2013年 | 最受歡迎電視女角色      | 提名                                                                               |          |
| 2014年 | 最佳女主角              | 《名門暗戰》丁漫姿                                                                 | 提名     |
| 2014年 | 最受歡迎電視女角色      | 提名                                                                               |          |
| 2014年 | 最佳女配角              | 《食為奴》年若碧                                                                   | 提名     |
| 2015年 | 最佳女主角              | 《鬼同你OT》姜 蓉                                                                  | 獲獎     |
| 2015年 | 最受歡迎電視女角色      | 《鬼同你OT》姜 蓉                                                                  | 最後五強 |
| 2016年 | 最佳女主角              | 《城寨英雄》刁 蘭                                                                  | 獲獎     |
| 2016年 | 最受歡迎電視女角色      | 最後五強                                                                           |          |
| 2016年 | 最受歡迎劇集歌曲        | 《從未知道你最好》（與陳展鵬合唱）                                                 | 獲獎     |
| 2017年 | 最佳女主角              | 《同盟》阮清欣                                                                     | 最後五強 |
| 2017年 | 最受歡迎電視女角色      | 《同盟》阮清欣                                                                     | 最後五強 |
| 2017年 | 最受歡迎電視拍檔        | 《同盟》阮清欣、高子傑（與陳展鵬一起提名）                                         | 提名     |
| 2017年 | 最受歡迎電視拍檔        | 《胡說八道真情假期》（與胡杏兒、黄智雯、李施嬅、姚子羚、胡蓓蔚一起提名)            | 提名     |
| 2018年 | 最佳女主角              | 《宮心計2深宮計》王 蓁                                                             | 最後五強 |
| 2018年 | 新加坡最喜愛TVB女主角   | 《宮心計2深宮計》王 蓁                                                             | 最後三強 |
| 2018年 | 馬來西亞最喜愛TVB女主角 | 《宮心計2深宮計》王 蓁                                                             | 最後三強 |
| 2018年 | 最受歡迎電視女角色      | 《宮心計2深宮計》王 蓁                                                             | 最後五強 |
| 2018年 | 最受歡迎電視歌曲        | 《明月與海》（與馬浚偉合唱）                                                       | 提名     |
| 2018年 | 最受歡迎電視歌曲        | 《無悔無愧》                                                                       | 提名     |
| 2019年 | 最佳女主角              | 《包青天再起風雲》雲千羽                                                           | 提名     |
| 2022年 | 最佳女主角              | 《白色強人II》葉 晴                                                                | 最後十強 |
| 2022年 | 馬來西亞最喜愛TVB女主角 | 《白色強人II》葉 晴                                                                | 最後五強 |
| 2022年 | 最受歡迎電視女角色      | 《白色強人II》葉 晴                                                                | 提名     |
| 2022年 | 最受歡迎電視拍檔        | 《白色強人II》葉晴、唐明、蘇怡（與馬國明、唐詩詠一起提名）                         | 提名     |
| 2022年 | 最佳衣著女藝人獎        | 不適用                                                                             | 獲獎     |
| 2023年 | 最佳女主角              | 《廉政狙擊》屠敏／洛子欣                                                           | 提名     |
| 2023年 | 最佳女主角              | 《破毒強人》章 琳                                                                  | 最後十強 |
| 2023年 | 大灣區最喜愛TVB女主角   | 《破毒強人》章 琳                                                                  | 提名     |
| 2023年 | 馬來西亞最喜愛TVB女主角 | 《破毒強人》章 琳                                                                  | 提名     |
| 2024年 | 最佳女主角              | 《巾幗梟雄之懸崖》鄧桂嬋                                                           | 最後十強 |
| 2024年 | 大灣區最喜愛TVB女主角   | 《巾幗梟雄之懸崖》鄧桂嬋                                                           | 最後五強 |
| 2024年 | 馬來西亞最喜愛TVB女主角 | 《巾幗梟雄之懸崖》鄧桂嬋                                                           | 提名     |
| 2024年 | 最佳女主持              | 《剪栽魔法師》                                                                     | 提名     |

### 香港電影金像獎
| 年份   | 獎項       | 電影         | 結果 |
| ------ | ---------- | ------------ | ---- |
| 2019年 | 最佳新演員 | 《逆流大叔》 | 提名 |

### 星和無綫電視大獎
| 年份   | 獎項                  | 角色/歌曲                                    | 結果               |
| ------ | --------------------- | -------------------------------------------- | ------------------ |
| 2011年 | 我最愛TVB電視女角色   | 《刑警》許文詩                               | 提名               |
| 2013年 | 我最愛TVB電視女角色   | 《拳王》丁恩慈                               | 提名               |
| 2014年 | 我最愛TVB電視女角色   | 《點金勝手》方明瑜                           | 獲獎               |
| 2014年 | 我最愛TVB女配角       | 《食為奴》年若碧                             | 提名               |
| 2015年 | 我最愛TVB電視女角色   | 《鬼同你OT》姜 蓉                            | 獲獎               |
| 2015年 | 我最愛TVB女主角       | 《鬼同你OT》姜 蓉                            | 提名               |
| 2016年 | 我最愛TVB女主角       | 《城寨英雄》刁 蘭                            | 獲獎               |
| 2016年 | 我最愛TVB電視女角色   | 《城寨英雄》刁 蘭                            | 提名               |
| 2016年 | 我最愛TVB荧幕情侶     | 《城寨英雄》左勾拳、刁蘭（與陳展鵬一同獲獎） | 獲獎               |
| 2016年 | 我最愛TVB荧幕情侶     | 《一屋老友記》寶 歡、朱燦燦                  | 與歐陽震華一起提名 |
| 2016年 | 我最愛TVB電視劇集歌曲 | 《從未知道你最好》（與陳展鵬合唱）           | 獲獎               |
| 2017年 | 我最愛TVB電視女角色   | 《同盟》阮清欣                               | 獲獎               |
| 2017年 | 我最愛TVB女主角       | 《同盟》阮清欣                               | 提名               |
| 2017年 | 我最愛TVB螢幕情侣     | 《同盟》阮清欣、高子傑（與陳展鵬一起提名）   | 提名               |
| 2017年 | 我最愛TVB電視劇集歌曲 | 《我有我美麗》                               | 提名               |

### MY AOD我的最愛頒獎典禮
| 年份   | 獎項                   | 角色                                       | 結果     |
| ------ | ---------------------- | ------------------------------------------ | -------- |
| 2011年 | 我的最愛最具潛質女藝員 | 不適用                                     | 獲獎     |
| 2011年 | 我的最愛電視女配角     | 《刑警》許文詩                             | 最後五強 |
| 2011年 | 我的最爱电视荧幕情侣   | 《刑警》高紀煬、許文詩（與王浩信一起提名） | 最後五強 |
| 2012年 | 我的最愛電視女配角     | 《拳王》丁恩慈                             | 獲獎     |

### TVB 馬來西亞星光薈萃頒獎典禮
| 年份   | 獎項              | 角色/歌曲                                        | 結果                                             |
| ------ | ----------------- | ------------------------------------------------ | ------------------------------------------------ |
| 2013年 | 最喜愛TVB女配角   | 《衝上雲霄II》凌卓芝                             | 獲獎                                             |
| 2013年 | 最喜愛TVB電視角色 | 《衝上雲霄II》凌卓芝                             | 獲獎                                             |
| 2013年 | 最喜爱TVB荧幕情侣 | 《衝上雲霄II》詹子麟、凌卓芝（與羅子溢一起提名） | 提名                                             |
| 2014年 | 最喜爱TVB女主角   | 《點金勝手》方明瑜                               | 提名                                             |
| 2014年 | 最喜愛TVB電視角色 | 《點金勝手》方明瑜                               | 獲獎                                             |
| 2015年 | 最喜愛TVB女主角   | 《鬼同你OT》姜蓉                                 | 獲獎                                             |
| 2015年 | 最喜愛TVB電視角色 | 《鬼同你OT》姜蓉                                 | 獲獎                                             |
| 2016年 | 最喜愛TVB女主角   | 《城寨英雄》刁蘭                                 | 獲獎                                             |
| 2016年 | 最喜愛TVB電視角色 | 《城寨英雄》刁蘭                                 | 獲獎                                             |
| 2016年 | 最喜愛TVB熒幕情侶 | 《城寨英雄》左勾拳、刁蘭（與陳展鵬一同獲獎）     | 獲獎                                             |
| 2016年 | 最喜愛TVB劇集歌曲 | 《從未知道你最好》（與陳展鵬合唱）               | 獲獎                                             |
| 2017年 | 最喜爱TVB女主角   | 《同盟》阮清欣                                   | 最後三強                                         |
| 2017年 | 最喜愛TVB電視角色 | 《同盟》阮清欣                                   | 獲獎                                             |
| 2017年 | 最喜愛TVB熒幕情侶 | 《同盟》高子傑、阮清欣（與陳展鵬一同獲獎）       | 獲獎                                             |
| 2017年 | 最喜愛TVB綜藝節目 | 《胡說八道真情假期》                             | 與胡杏兒、胡蓓蔚、黃智雯、李施嬅、姚子羚一同獲獎 |

### 亞洲電視大獎
| 年份   | 獎項                        | 結果 |
| ------ | --------------------------- | ---- |
| 2012年 | 最佳女配角（拳王 - 丁恩慈） | 獲獎 |

### YAHOO!搜尋人氣大獎
| 年份   | 獎項                                             | 結果 |
| ------ | ------------------------------------------------ | ---- |
| 2015年 | Yahoo!搜尋人氣大獎 - 電視女藝員                  | 獲獎 |
| 2016年 | Yahoo!搜尋人氣大獎 - 電視女藝員                  | 獲獎 |
| 2016年 | 電視劇集合唱歌《從未知道你最好》（與陳展鵬合唱） | 獲獎 |

### 微博之星
| 年份   | 獎項                 | 結果             |
| ------ | -------------------- | ---------------- |
| 2016年 | 微博給力電視劇女角色 | 獲獎             |
| 2016年 | 微博給力熒幕情侶     | 與陳展鵬一同獲獎 |
| 2018年 | 微博人氣電視劇女主角 | 獲獎             |

### 勁歌金曲
| 年份   | 獎項                                                                           | 結果 |
| ------ | ------------------------------------------------------------------------------ | ---- |
| 2016年 | 2016勁歌金曲優秀選第二回 - 得獎歌曲《從未知道你最好》（與陳展鵬合唱）          | 獲獎 |
| 2016年 | 2016年度勁歌金曲頒獎典禮 - 最佳合唱歌曲 金獎《從未知道你最好》（與陳展鵬合唱） | 獲獎 |
| 2016年 | 2016年度勁歌金曲頒獎典禮 - 勁歌金曲獎《從未知道你最好》（與陳展鵬合唱）        | 獲獎 |
| 2018年 | 2018年度勁歌金曲頒獎典禮 - 勁歌金曲獎《無悔無愧》                              | 獲獎 |

### 其他獎項
| 年份   | 獎項                                                           | 結果 |
| ------ | -------------------------------------------------------------- | ---- |
| 2000年 | TVB周刊 CoverGirl選舉 - 全場總冠軍                             | 獲獎 |
| 2000年 | TVB周刊 CoverGirl選舉 - 美寶蓮至迷人Cover Girl大獎             | 獲獎 |
| 2000年 | TVB周刊 CoverGirl選舉 - Nikon至上鏡Cover Girl大獎              | 獲獎 |
| 2000年 | TVB周刊 CoverGirl選舉 - California Fitness至Fit Cover Girl大獎 | 獲獎 |
| 2008年 | HIM - 魅力大獎                                                 | 獲獎 |
| 2008年 | 舞動奇跡 - 第二季全場總季軍                                    | 獲獎 |
| 2009年 | 壹電視大獎 - 最有前途女藝人                                    | 獲獎 |
| 2016年 | 東網巨星 - 《東網民選TV King & Queen》 - 民選視后第一名        | 獲獎 |
| 2016年 | E週刊 - 網上民選視帝視后 - 民選視后﹕第1名                     | 獲獎 |
| 2019年 | 第二屆 MOVIE6全民票選電影大獎 - 最佳新演員                     | 獲獎 |
| 2019年 | HK01 - 香港電影我撑場民選大獎2019 - 最撑新演員                 | 獲獎 |
| 2022年 | AEG 娛樂人氣王2022 - 最佳女演員（電視劇）《白色強人II》        | 獲獎 |
| 2022年 | TVB Weekly - 最強人氣品牌大獎2022 - 最強人氣廣告女星           | 獲獎 |
| 2024年 | 亞洲影藝創意大獎 全國冠軍 - 最佳女主角 《破毒強人》            | 獲獎 |
| 2024年 | 芭莎美妝大獎 - 2024時尚芭莎美戲之星                            | 獲獎 |

## 無綫月曆
- 2004年 - 11月
- 2007年 - 1月
- 2008年 - 6月
- 2009年 - 8月
- 2013年 - 3月
- 2014年 - 10月
- 2015年 - 12月
- 2016年 - 4月、7月、11月
- 2017年 - 4月、10月
- 2018年 -1月、12月

## 廣告
- 2010年: 《OTO 代言人》
- 2012-16年: 《2B Alternative 代言人》
- 2014年至今: 《維特健靈五色靈芝 代言人》[25]
- 2014-16年: 《Nutox 代言人》
- 2015-16年: 《Darlie Hong Kong 護齒大使》
- 2015-16年: 《Doctor's Concept 代言人》
- 2015-16年: 《時添雅 代言人》
- 2017年: 《東亞銀行 代言人》
- 2017年：《Bauhaus 代言人》
- 2017年：《Salad 代言人》
- 2019年至今：《Suisse Programme 代言人》[26]

## 外部連結
- 胡定欣的Facebook專頁
- 胡定欣的Instagram帳戶
- 胡定欣的新浪微博
- 胡定欣在香港影庫上的簡介
- 胡定欣 TVB Blog
- 胡定欣官方國際影迷會 NIF
- 胡定欣在互联网电影资料库（IMDb）上的資料（英文）
- 胡定欣在豆瓣上的资料（简体中文）
- 胡定欣在时光网上的簡介（简体中文）